# Vallelunga Pratameno
Vallelunga Pratameno település Olaszországban, Szicília régióban, Caltanissetta megyében. Lakosainak száma 3113 fő (2023. január 1.). Vallelunga Pratameno Cammarata, Castronovo di Sicilia, Polizzi Generosa, Valledolmo, Villalba és Sclafani Bagni községekkel határos.

## Népesség
A település lakossága az elmúlt években az alábbi módon változott:
| Lakosok száma | 3429 | 3384 | 3113 |
|               | 2017 | 2018 | 2023 |